# Odakyū Tama-Linie
| Triebzug der Baureihe 4000 auf der Tama-Linie |                   |                              |                            |
| Streckenlänge: | 10,6 km           |                              |                            |
| Spurweite: | 1067 mm (Kapspur) |                              |                            |
| Stromsystem: | 1500 V =          |                              |                            |
| Streckengeschwindigkeit: | 110 km/h          |                              |                            |
| Zweigleisigkeit: | ganze Strecke     |                              |                            |
| |                   |                              |                            |
| Gesellschaft: | Odakyū Dentetsu   |                              |                            |
| \| \| \| ↑ Odakyū Odawara-Linie \| 1927– \| \| \| 0,0 \| Shin-Yurigaoka \| 1974– \| \| \| \| \| \| \| \| \| → Odakyū Odawara-Linie \| \| \| \| \| Asao-gawa \| \| \| \| 1,5 \| Satsukidai (五月台) \| 1974– \| \| \| 2,8 \| Kurihira (栗平) \| 1974– \| \| \| 4,1 \| Kurokawa (黒川) \| 1974– \| \| \| \| \| \| \| \| 4,9 \| Haruhino (はるひ野) \| 2004– \| \| \| \| ← Keiō Sagamihara-Linie \| 1974– \| \| \| \| 1. Wakadabai-Tunnel \| \| \| \| \| 2. Wakadabai-Tunnel \| \| \| \| \| ← Keiō-Nagayama (京王永山) \| \| \| \| 6,8 \| Odakyū-Nagayama (小田急永山) \| 1974– \| \| \| 9,1 \| Tama-Center (多摩センター) \| 1975– \| \| \| \| ← Einschienenbahn Tama \| 2000– \| \| \| \| ← Keiō Sagamihara-Linie \| 1988– \| \| \| \| Kotta-gawa \| \| \| \| \| \| \| \| \| 10,6 \| Karakida (唐木田) \| 1990– \| \| \| \| Abstellanlage Karakida \| \| |                   |                              |                            |
| Strecke |                   | ↑ Odakyū Odawara-Linie       | 1927–                      |
| Bahnhof | 0,0               | Shin-Yurigaoka               | 1974–                      |
| |                   |                              |                            |
| Strecke · Strecke nach links |                   | → Odakyū Odawara-Linie       | → Odakyū Odawara-Linie     |
| Brücke über Wasserlauf |                   | Asao-gawa                    | Asao-gawa                  |
| Haltepunkt / Haltestelle | 1,5               | Satsukidai (五月台)          | 1974–                      |
| Haltepunkt / Haltestelle | 2,8               | Kurihira (栗平)              | 1974–                      |
| Haltepunkt / Haltestelle | 4,1               | Kurokawa (黒川)              | 1974–                      |
| Tunnel |                   |                              |                            |
| Haltepunkt / Haltestelle | 4,9               | Haruhino (はるひ野)          | 2004–                      |
| Strecke von rechts · Strecke |                   | ← Keiō Sagamihara-Linie      | 1974–                      |
| Tunnel · Tunnel |                   | 1. Wakadabai-Tunnel          | 1. Wakadabai-Tunnel        |
| Tunnel · Tunnel |                   | 2. Wakadabai-Tunnel          | 2. Wakadabai-Tunnel        |
| Strecke · Strecke |                   | ← Keiō-Nagayama (京王永山)   | ← Keiō-Nagayama (京王永山) |
| Haltepunkt / Haltestelle · Haltepunkt / Haltestelle | 6,8               | Odakyū-Nagayama (小田急永山) | 1974–                      |
| | 9,1               | Tama-Center (多摩センター)   | 1975–                      |
| Kreuzung mit U-Bahn geradeaus unten · Kreuzung mit U-Bahn geradeaus unten · U-Bahn-Kopfbahnhof Streckenende und quer |                   | ← Einschienenbahn Tama       | 2000–                      |
| Strecke nach rechts · Strecke |                   | ← Keiō Sagamihara-Linie      | 1988–                      |
| Brücke über Wasserlauf |                   | Kotta-gawa                   | Kotta-gawa                 |
| |                   |                              |                            |
| Strecke · Kopfbahnhof Streckenende | 10,6              | Karakida (唐木田)            | 1990–                      |
| Betriebsstelle Streckenende |                   | Abstellanlage Karakida       | Abstellanlage Karakida     |

Die Odakyū Tama-Linie (jap. 小田急多摩線, Odakyū Tama-sen) ist eine Eisenbahnstrecke auf der japanischen Insel Honshū, die von der Bahngesellschaft Odakyū Dentetsu betrieben wird. Sie ist eine Zweigstrecke der Odakyū Odawara-Linie und verläuft im Grenzgebiet der Präfekturen Tokio und Kanagawa. Ihr Hauptzweck ist die Erschließung der Tama New Town, einer Planstadt im Tama-Hügelland.

## Streckenbeschreibung
Die 10,6 km lange Stichstrecke ist in Kapspur (1067 mm) verlegt. Sie ist auf ihrer gesamten Länge zweigleisig ausgebaut und mit 1500 V Gleichspannung elektrifiziert. Es werden acht Bahnhöfe bedient, die Höchstgeschwindigkeit beträgt 110 km/h. Die von der Odakyū Dentetsu betriebene Strecke zweigt im Bahnhof Shin-Yurigaoka von der Odakyū Odawara-Linie ab. Sie führt zunächst in nordwestlicher Richtung und erreicht das Tama-Hügelland. Beim 1. Wakadabai-Tunnel beginnt ein rund dreieinhalb Kilometer langer Abschnitt, der im Kotta-Tal parallel zu den Gleisen der Keiō Sagamihara-Linie der Bahngesellschaft Keiō Dentetsu verläuft. Aufgrund unterschiedlicher Spurweiten besteht keine Gleisverbindung. Die Parallelführung endet im Bahnhof Tama-Center, dem Mittelpunkt der Siedlung, wo auf die Einschienenbahn Tama umgestiegen werden kann. Die Tama-Linie biegt nach Südwesten ab und erreicht den Endbahnhof Karakida. An diesen ist eine Abstellanlage angebunden.

## Züge
Seit dem Fahrplanwechsel vom 17. März 2018 gibt es vier Zuggattungen, die fast alle in Shin-Yurigaoka zur Odawara-Linie wechseln oder von dieser auf die Tama-Linie geleitet werden. Zu den Eilzügen gehören die Kaisoku-kyūkō (Rapid Express), die Tsūkin-kyūkō (Commuter Express) und die Kyūkō (Express) die auf ihrem Weg von und nach Shinjuku unterschiedlich viele Bahnhöfe auslassen. Nahverkehrszüge (Kakueki-teisha) bedienen alle Bahnhöfe. An Werktagen werden tagsüber sechs bis neun Züge je Stunde angeboten, während der Hauptverkehrszeit zehn bis zwölf Züge je Stunde.

## Bilder

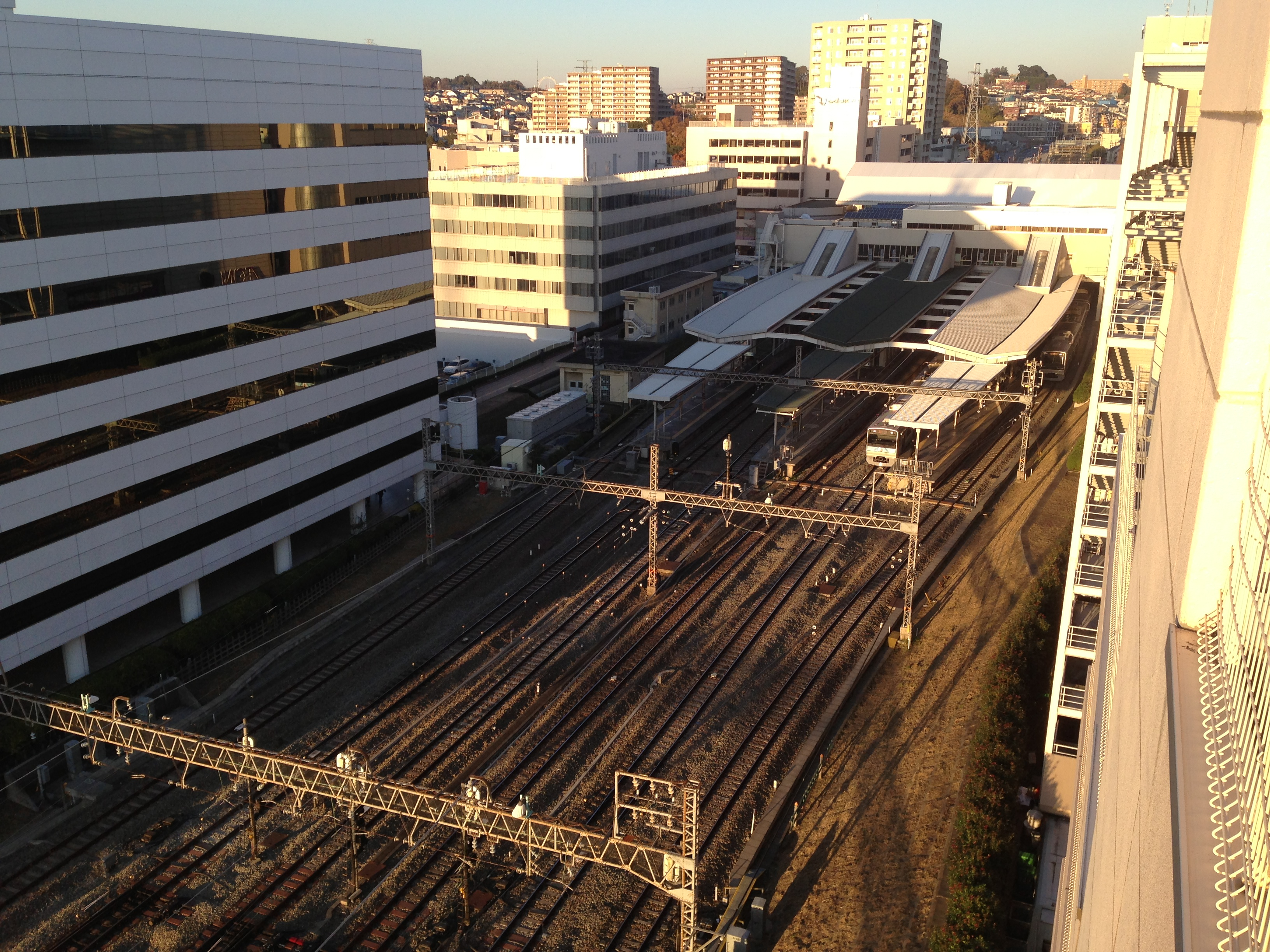
Bahnhof Shin-Yurigaoka
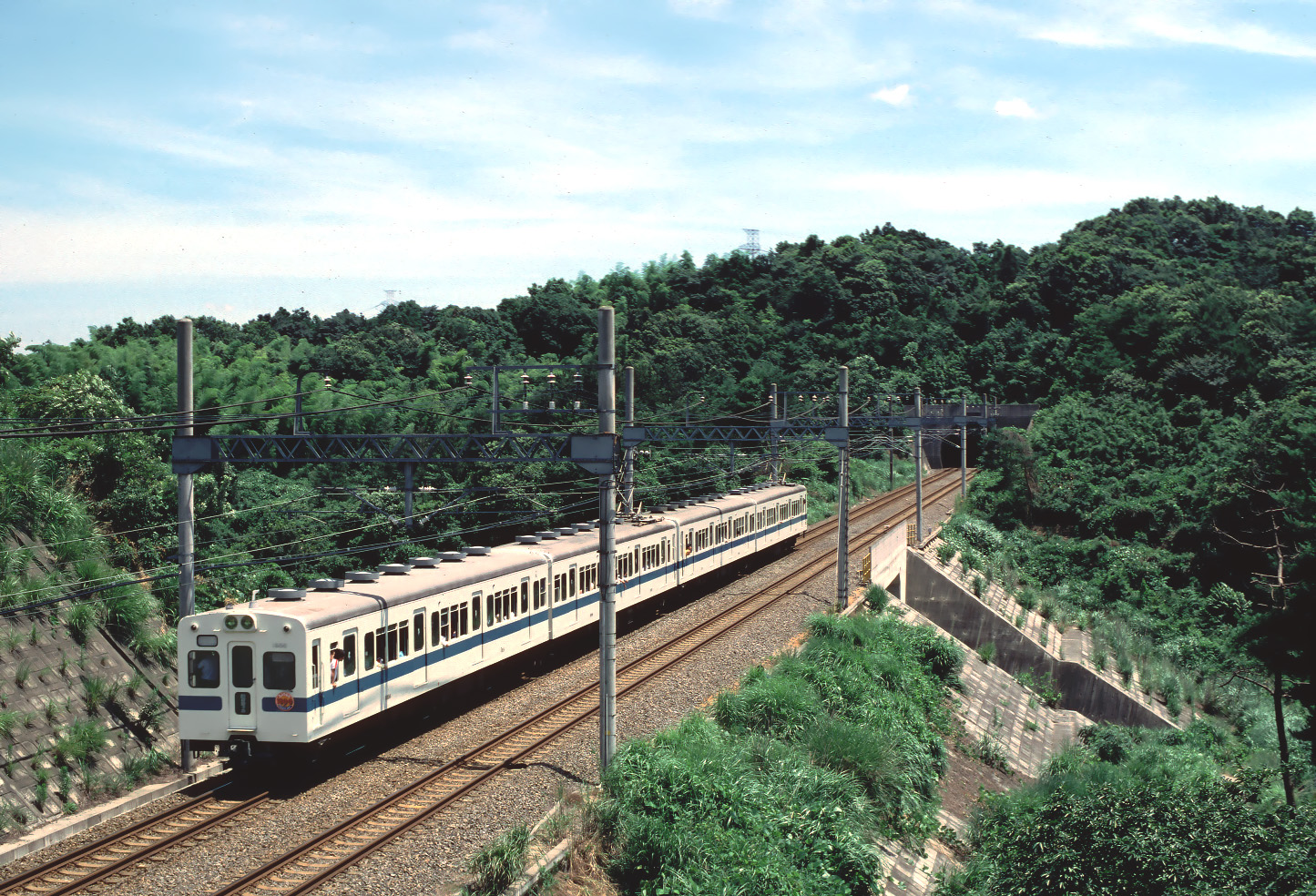
Triebzug der Baureihe 1800 bei Haruhino (1981)
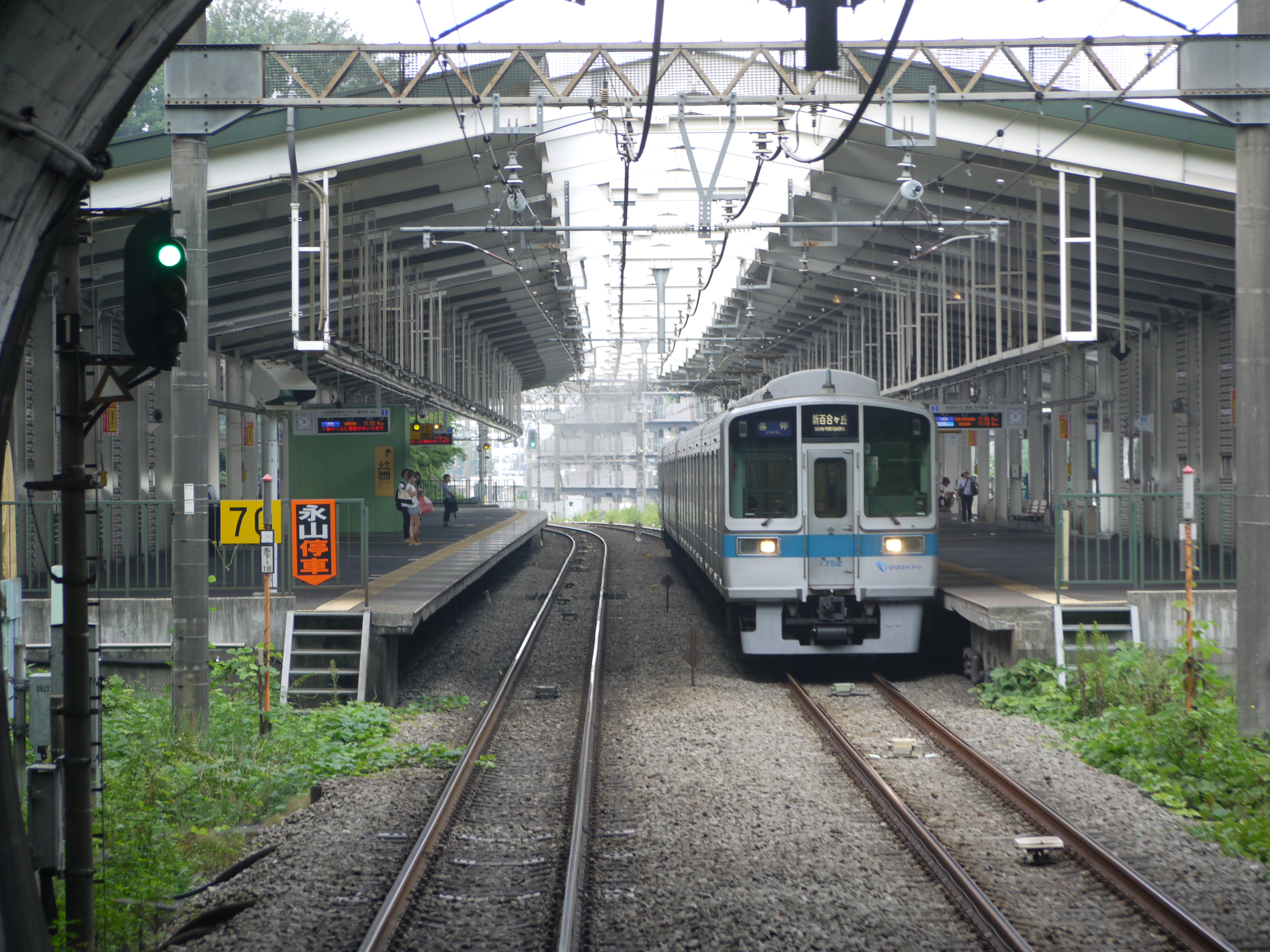
Bahnhof Odakyū-Nagayama
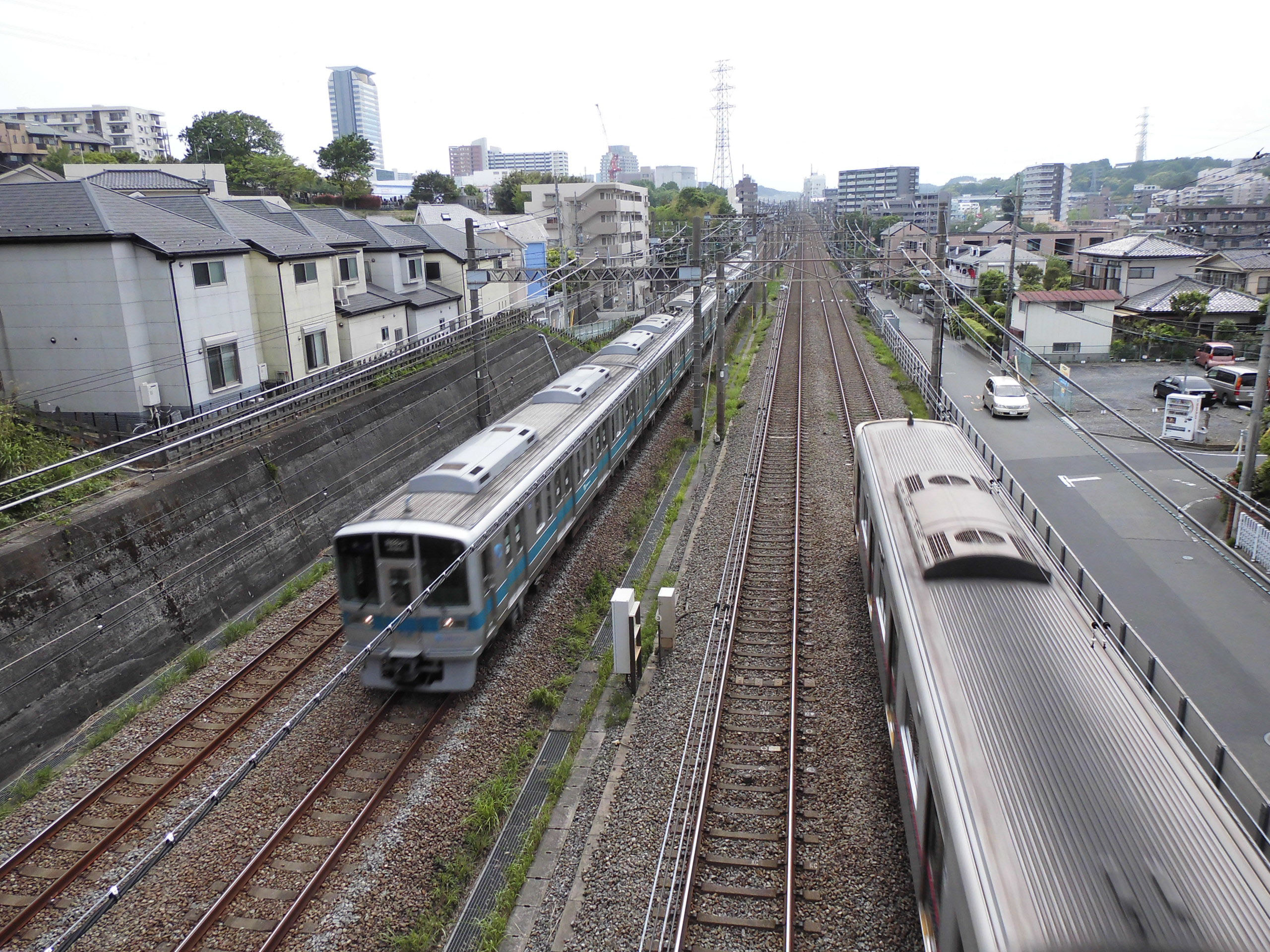
Parallelführung mit der Sagamihara-Linie (rechts)

## Geschichte
1958 setzte die Regierung einen ambitionierten Entwicklungsplan für das Tama-Hügelland in Kraft, der die Schaffung weitläufiger Wohn- und Industrieareale zur Entlastung Tokios vorsah. Fünf Jahre später reichten die Bahngesellschaften Keiō Teito Dentetsu (heute Keiō Dentetsu) und Odakyū Dentetsu Konzessionsgesuche für neue Strecken ein, mit denen sie die in Entwicklung befindliche Planstadt Tama New Town erschließen wollten. Das Verkehrsministerium achtete sorgfältig darauf, dass die geplanten Strecken von Keiō und Odakyū sich gegenseitig möglichst wenig Konkurrenz machten und vergab die Konzessionen entsprechend. Beide Unternehmen einigten sich darauf, ihre Strecken im Zentrum von Tama etwa dreieinhalb Kilometer weit parallel zu führen, um den Landverbrauch zu minimieren.
Die Odakyū Odawara-Linie führte im Bereich der geplanten Abzweigung durch enge S-Kurven. Um einen späteren möglichen Flaschenhals von vornherein zu verhindern, entschieden die Planer, die Trasse zu strecken und den neuen Trennungsbahnhof Shin-Yurigaoka zu errichten. Ebenso wie Keiō stellte auch Odakyū die Bauarbeiten aufgrund von Liquiditätsproblemen vorübergehend ein, da die Gewinne aus Grundstückserschließungen an anderen Orten nicht ausreichten, um die Baukosten vollständig selbst zu tragen. Beide Unternehmen ersuchten daraufhin die Regierung um Unterstützung. 1972 wies die Regierung die staatliche Japan Railway Construction Public Corporation (JRCPC) an, auch den Neubau von Strecken vorzufinanzieren, die nicht der Japanischen Staatsbahn gehörten. Die Privatbahnen als Betreiber hatten daraufhin 25 Jahre lang Zeit, die Infrastrukturkosten zurückzuzahlen.
Am 1. Juni 1974 erfolgte die Eröffnung des Abschnitts zwischen Shin-Yurigaoka und Odakyū-Nagayama, am 23. April 1975 fuhren die Züge weiter bis Tama-Center. Zwar war die Tama-Linie von Anfang an zweigleisig, doch aufgrund von Engpässen auf der Odawara-Linie war es nicht möglich, durchgehende Züge von und nach Shinjuku anzubieten. Aus diesem Grund mussten die Fahrgäste jeweils in Shin-Yurigaoka umsteigen, was einen beträchtlichen Wettbewerbsnachteil gegenüber der Keiō Sagamihara-Linie bedeutete. Angesichts der stark gesunkenen Nachfrage nach neuen Wohnungen infolge der Ölkrise von 1973 wurden die westlichen Stadtteile der Tama New Town weniger dicht gebaut. Deshalb beschloss Odakyū im Jahr 1987, die geplante Verlängerung nach Hashimoto nur zum Teil auszuführen und weitgehend der Konkurrenz zu überlassen. Die 1,5 km lange Strecke von Tama-Center nach Karakida mitsamt neuer Abstellanlage ging am 27. März 1990 in Betrieb. Mit dem um mehr als zwei Jahrzehnte verzögerten viergleisigen Ausbau der Odawara-Linie schuf Odakyū die Voraussetzungen für umsteigefreie Verbindungen zwischen Shinjuku und der Tama-Linie. Diese wurden ab 2. Dezember 2000 angeboten und im Laufe der Jahre sukzessive ausgebaut.

## Liste der Bahnhöfe
Ky = Kyūkō (Express); Kk = Kaisoku-kyūkō (Rapid Express); Tk = Tsūkin-kyūkō (Commuter Express)
| Name | Name                         | km   | Ky | Kk | Tk | Anschlusslinien                            | Lage   | Ort               | Präfektur |
| ---- | ---------------------------- | ---- | -- | -- | -- | ------------------------------------------ | ------ | ----------------- | --------- |
| OH23 | Shin-Yurigaoka (新百合ヶ丘)  | 00,0 | ●  | ●  | ●  | Odakyū Odawara-Linie                       | Koord. | Asao-ku, Kawasaki | Kanagawa  |
| OT01 | Satsukidai (五月台)          | 01,5 | ǀ  | ǀ  | ǀ  |                                            | Koord. | Asao-ku, Kawasaki | Kanagawa  |
| OT02 | Kurihira (栗平)              | 02,8 | ●  | ●  | ●  |                                            | Koord. | Asao-ku, Kawasaki | Kanagawa  |
| OT03 | Kurokawa (黒川)              | 04,1 | ǀ  | ǀ  | ǀ  |                                            | Koord. | Asao-ku, Kawasaki | Kanagawa  |
| OT04 | Haruhino (はるひ野)          | 04,9 | ǀ  | ǀ  | ǀ  |                                            | Koord. | Asao-ku, Kawasaki | Kanagawa  |
| OT05 | Odakyū-Nagayama (小田急永山) | 06,8 | ●  | ●  | ●  |                                            | Koord. | Tama              | Tokio     |
| OT06 | Tama-Center (多摩センター)   | 09,1 | ●  | ●  | ●  | Keiō Sagamihara-Linie Einschienenbahn Tama | Koord. | Tama              | Tokio     |
| OT07 | Karakida (唐木田)            | 10,6 | ●  | ●  | ●  |                                            | Koord. | Tama              | Tokio     |